# Train de vie (album)
Albums de Imen Es
ES
(2021)
Singles
1. Pervers narcissique
Sortie : 20 octobre 2022
2. Joujou
Sortie : 16 décembre 2022
3. Si Baba (feat. Soprano)
Sortie : 2 février 2023
4. Intro
Sortie : 15 février 2023
5. Kassïm
Sortie : 5 juin 2023
6. Pour nous (feat. Rsko)
Sortie : 20 juillet 2023

Train de vie est le troisième album studio de la chanteuse française Imen Es, sorti le 10 février 2023 chez le label Fulgu Prod.

## Genèse
Le 20 octobre 2022, Imen Es dévoile Pervers narcissique comme extrait d'un album à venir.
Le 16 décembre 2022, sort Joujou, le deuxième single.
C'est le 4 janvier 2023, qu'elle annonce l'album Train de vie, disponible le 10 février.
Le 29 janvier 2023, dans une vidéo de 3 minutes, elle annonce Si Baba en collaboration avec Soprano pour le 2 février et montre comment elle a réalisé le titre.
Le 5 février 2023, elle annonce qu'une collaboration imprévue avec le rappeur Zkr sur le titre Derrière toi sera présente sur l'album, son clip est dévoilé le 16 mars 2023.
Le 15 février 2023, Imen Es dévoile le clip de son Intro parlant des polémiques qu'elle a reçues depuis sa chirurgie plastique.
Le 5 juin 2023, soit une semaine après la naissance de son fils, elle sort un titre nommé Kassïm.
Le 20 juillet 2023, elle dévoile le titre Pour nous en featuring avec Rsko, son clip est dévoilé le lendemain.

## Liste des titres
| Train de vie | Train de vie                 | Train de vie                     | Train de vie              | Train de vie | Train de vie | Train de vie | Train de vie | Train de vie | Train de vie |
| No           | Titre                        | Auteur                           | Compositeur(s)            | Durée        |              |              |              |              |              |
| ------------ | ---------------------------- | -------------------------------- | ------------------------- | ------------ | ------------ | ------------ | ------------ | ------------ | ------------ |
| 1.           | Intro                        | Imen Es, Abou Debeing            | Bouba No Time             | 2:06         |              |              |              |              |              |
| 2.           | Petit cœur                   | Imen Es, Abou Debeing, Dadju     | Young Bouba               | 3:08         |              |              |              |              |              |
| 3.           | Plus le même                 | Imen Es, Abou Debeing            | Young Bouba               | 3:40         |              |              |              |              |              |
| 4.           | Joujou                       | Imen Es, Abou Debeing, Franglish | Abou Debeing, Young Bouba | 2:58         |              |              |              |              |              |
| 5.           | Derrière toi (feat. ZKR)     | Imen Es, ZKR, Abou Debeing       | Faly W                    | 3:10         |              |              |              |              |              |
| 6.           | Pour toi                     | Imen Es, Abou Debeing            | Young Bouba               | 3:22         |              |              |              |              |              |
| 7.           | Minuit                       | Imen Es, Abou Debeing            | MV, StillNaS, BGRZ        | 3:55         |              |              |              |              |              |
| 8.           | Freedom                      | Imen Es, Abou Debeing            | Bouba No Time, Tigri      | 3:32         |              |              |              |              |              |
| 9.           | Si Baba (feat. Soprano)      | Imen Es, Abou Debeing, Soprano   | Toto Beats                | 3:06         |              |              |              |              |              |
| 10.          | La night                     | Imen Es, Abou Debeing            | Young Bouba               | 2:50         |              |              |              |              |              |
| 11.          | Ça va parler                 | Imen Es, Abou Debeing            | Young Bouba               | 3:46         |              |              |              |              |              |
| 12.          | Douleur                      | Imen Es, Abou Debeing            | Young Bouba               | 3:01         |              |              |              |              |              |
| 13.          | Pervers narcissique          | Imen Es, Abou Debeing            | Young Bouba               | 4:17         |              |              |              |              |              |
| 14.          | La mort n'arrête pas l'amour | Imen Es, Abou Debeing            | Young Bouba               | 3:05         |              |              |              |              |              |
| 15.          | Kassïm                       | Imen Es, Lyna Mahyem             | Ghez, Sino                | 1:33         |              |              |              |              |              |
| 16.          | Pour nous (feat. Rsko)       | Imen Es, Rsko, Abou Debeing      | Young Bouba               | 2:47         |              |              |              |              |              |
| 17.          | Parler de nous               | Imen Es, Jungeli, Abou Debeing   | Abou Debeing, Young Bouba | 3:13         |              |              |              |              |              |
| 18.          | T'oublier                    | Imen Es, Abou Debeing            | Abou Debeing, Young Bouba | 3:27         |              |              |              |              |              |
| 57:03        |                              |                                  |                           |              |              |              |              |              |              |

| Train de vie (DK Édition) | Train de vie (DK Édition)     | Train de vie (DK Édition)         | Train de vie (DK Édition)                         | Train de vie (DK Édition) | Train de vie (DK Édition) | Train de vie (DK Édition) | Train de vie (DK Édition) | Train de vie (DK Édition) | Train de vie (DK Édition) |
| No                        | Titre                         | Auteur                            | Compositeur(s)                                    | Durée                     |                           |                           |                           |                           |                           |
| ------------------------- | ----------------------------- | --------------------------------- | ------------------------------------------------- | ------------------------- | ------------------------- | ------------------------- | ------------------------- | ------------------------- | ------------------------- |
| 19.                       | Acquise                       | Imen Es, Abou Debeing             | Abou Debeing, Faly W                              | 3:10                      |                           |                           |                           |                           |                           |
| 20.                       | Homme capable                 | Imen Es, Abou Debeing             | Abou Debeing, Koston                              | 2:33                      |                           |                           |                           |                           |                           |
| 21.                       | Quitter (feat. Franglish)     | Imen Es, Abou Debeing, Franglish  | Abou Debeing, BGRZ, StillNaS, Young Bouba         | 2:14                      |                           |                           |                           |                           |                           |
| 22.                       | Bobo                          | Imen Es, Jungeli                  | Jungeli, Tidiane Diongue, Young Bouba             | 2:22                      |                           |                           |                           |                           |                           |
| 23.                       | Toi et moi (feat. Ricky Rich) | Imen Es, Abou Debeing, Ricky Rich | Abou Debeing, D1gri, Guapo du Soleil, Young Bouba | 2:43                      |                           |                           |                           |                           |                           |
| 24.                       | Goodbye                       | Imen Es, Abou Debeing             | Abou Debeing, Faly W                              | 3:54                      |                           |                           |                           |                           |                           |
| 16:56                     |                               |                                   |                                                   |                           |                           |                           |                           |                           |                           |

## Clips vidéo
- Pervers narcissique : 11 novembre 2022
- Joujou : 16 décembre 2022
- Si Baba (feat. Soprano) : 2 février 2023
- Intro : 15 février 2023
- Derrière toi (feat. Zkr) : 16 mars 2023
- Pour nous (feat. Rsko) : 21 juillet 2023

## Classements et certification

### Classements hebdomadaires
| Classements (2023)           | Meilleure position |
| ---------------------------- | ------------------ |
| France (SNEP)                | 5                  |
| Belgique (Wallonie Ultratop) | 48                 |